# メラニー・ウダン
メラニー・ウダン（Melanie Oudin, 1991年9月23日 - ）は、アメリカ・ジョージア州マリエッタ出身の女子プロテニス選手。2011年全米オープン混合ダブルスの優勝者。シングルスでも2009年全米オープンで第4シードのエレーナ・デメンチェワ、第29シードのマリア・シャラポワ、第13シードのナディア・ペトロワを倒しベスト8に進出した。こWTAツアーでシングルス1勝を挙げた（ダブルス優勝はない）。自己最高ランキングはシングルス31位、ダブルス125位。身長168cm、体重59kg。右利き、バックハンド・ストロークは両手打ち。

## 来歴
メラニーは通信制の学校に通っており、テニスに費やす時間が同世代の選手にくらべて多い。しかし姉や妹が学校に通っていることをうらやましく思っていると自身でも認めている。「背が大きくなくても勝てる」ということを証明したジュスティーヌ・エナンを敬っている。テニスは小さい頃に祖母からラケットをもらったのがきっかけで始めた。フランス系アメリカ人の父親を持つことから、新聞一般表記はフランス語読みの「メラニー・ウダン」が最も普及している。。
2008年2月にプロ選手登録をし4月にマイアミであった女子テニス協会主催のトーナメントにワイルドカードで出場。3セットの末タチアナ・ガルビンに敗戦。8月にはワイルドカードで全米オープンに出場し、グランドスラムトーナメントを初めて経験する。しかしこの際も1回戦でオーストラリアのジェシカ・ムーアに 6-7, 6-7 で敗れている。10月にケベックで行われたトーナメントで3シードのシビル・バンマーを 6–4, 3–6, 7–5 で倒し、2回戦もロシアのオルガ・プチコワを倒す。プロ登録後初めて準々決勝に進出し6シードのアメリカのベサニー・マテックに 6-7, 1-6 で敗れた。
2009年、全豪オープンにワイルドカードで出場し1回戦でアクグル・アマンムラドワに 1-6, 4-6 で敗れる。
2009年ウィンブルドン選手権では予選を勝ち上がり本戦1回戦でシビル・バンマーを倒し、グランドスラムで初勝利を飾る。3回戦では第6シードのエレナ・ヤンコビッチを 6-7(8), 7-5, 6-2 で破った。続く4回戦でアグニエシュカ・ラドワンスカに4-6、5-7で敗れた。
2009年全米オープンでは1回戦でアナスタシア・パブリュチェンコワを 6-2, 6-1 で、2回戦ではエレーナ・デメンチェワを 5-7, 6-4, 6-3 で、4回戦でマリア・シャラポワを 3-6, 6-4, 7-5 で、準々決勝ではナディア・ペトロワを 1-6, 7-6(2), 6-3で倒し1999年の同大会でセリーナ・ウィリアムズが記録して以来10年ぶりに大会最年少準々決勝進出を果たす。その後、デンマークのキャロライン・ウォズニアッキに 2-6, 2-6 で敗れた。
2009年2月に女子国別対抗戦フェドカップに初出場。デビュー戦でヒセラ・ドゥルコに負けるが続く2試合目でベティナ・ヨサミを破り、フェドカップ初勝利を果たしている。
2011年全米オープン混合ダブルスでは同じアメリカのジャック・ソックと組み主催者推薦出場から決勝に進出する。決勝ではヒセラ・ドゥルコ&エドゥアルド・シュワンク組に 7–6(4), 4–6, [10–8] で競り勝ち、10代ペアのウダンとソックは2011年の全米オープン混合ダブルス優勝者となった。
シングルスでは長く低迷が続いていたが2012年6月のエイゴン・クラシックで予選から勝ち上がり初めての決勝に進出。エレナ・ヤンコビッチを 6-4, 6-2 で破りツアー初優勝を果たした。しかしその後は怪我や病気に悩まされるようになり、2017年8月に25歳で現役引退を発表した。

## WTAツアー決勝進出結果

### シングルス: 1回 (1勝0敗)
| 大会グレード                  |
| ----------------------------- |
| グランドスラム (0–0)          |
| WTAファイナルズ (0–0)         |
| プレミア・マンダトリー (0–0)  |
| プレミア5 (0-0)               |
| WTAエリート・トロフィー (0-0) |
| プレミア (0–0)                |
| インターナショナル (1–0)      |

| 結果 | No. | 決勝日        | 大会         | サーフェス | 対戦相手             | スコア   |
| ---- | --- | ------------- | ------------ | ---------- | -------------------- | -------- |
| 優勝 | 1.  | 2012年6月18日 | バーミンガム | 芝         | エレナ・ヤンコビッチ | 6-4, 6-2 |

## 4大大会シングルス成績
略語の説明
| W | F | SF | QF | #R | RR | Q# | LQ | A | Z# | PO | G | S | B | NMS | P | NH |

W=優勝, F=準優勝, SF=ベスト4, QF=ベスト8, #R=#回戦敗退, RR=ラウンドロビン敗退, Q#=予選#回戦敗退, LQ=予選敗退, A=大会不参加, Z#=デビスカップ/BJKカップ地域ゾーン, PO=デビスカップ/BJKカッププレーオフ, G=オリンピック金メダル, S=オリンピック銀メダル, B=オリンピック銅メダル, NMS=マスターズシリーズから降格, P=開催延期, NH=開催なし.
| 大会           | 2008 | 2009 | 2010 | 2011 | 2012 | 2013 | 2014 | 2015 | 2016 | 通算成績 |
| -------------- | ---- | ---- | ---- | ---- | ---- | ---- | ---- | ---- | ---- | -------- |
| 全豪オープン   | A    | 1R   | 1R   | 1R   | LQ   | 1R   | A    | A    | A    | 0–4      |
| 全仏オープン   | A    | LQ   | 1R   | 1R   | 2R   | 2R   | LQ   | A    | LQ   | 2–4      |
| ウィンブルドン | A    | 4R   | 2R   | 1R   | 1R   | 1R   | LQ   | LQ   | A    | 4–5      |
| 全米オープン   | 1R   | QF   | 2R   | 1R   | 1R   | LQ   | LQ   | LQ   | LQ   | 5–5      |